# 8 avril en sport
8 mars 8 mai
Chronologies thématiques
- Croisades
- Ferroviaires
- Disney

Le 8 avril (98e jour de l'année ou 99e en cas d'année bissextile) en sport.

## Événements

### XIXesiècle
- 1854
  - (Aviron) : The Boat Race entre les équipes universitaires d'Oxford et de Cambridge. Oxford s'impose[1].
- 1865
  - (Aviron) : The Boat Race entre les équipes universitaires d'Oxford et de Cambridge. Oxford s'impose[1].
- 1876
  - (Aviron) : The Boat Race entre les équipes universitaires d'Oxford et de Cambridge. Cambridge s'impose[1].
- 1881
  - (Aviron) : The Boat Race entre les équipes universitaires d'Oxford et de Cambridge. Oxford s'impose[1].

### XXesièclede1951à2000
- 1969 :
  - (Baseball) : les Expos de Montréal jouent le premier match de leur histoire au Stade Shea de New York et l'emportent 11-10 sur les Mets.
- 1972 :
  - (Athlétisme) : Kjell Isaksson porte le record du monde du saut à la perche à 5,51 mètres.
- 1979 :
  - (Formule 1) : Grand Prix automobile de la côte Ouest des États-Unis.
- 1980 :
  - (Formule 1) : Grand Prix automobile de la côte Ouest des États-Unis.
- 1990 :
  - (Cyclisme) : la course cycliste Paris-Roubaix est remportée par le Belge Eddy Planckaert.
- 2000 :
  - (Formule 1) : Grand Prix automobile de Saint-Marin.

### XXIesiècle
- 2007 :
  - (Formule 1) : Grand Prix automobile de Malaisie.
- 2012 :
  - (Cyclisme) : la course Paris-Roubaix est gagnée par le coureur belge Tom Boonen.

## Naissances

### XIXesiècle
- 1831 :
  - Jem Mace, boxeur anglais. († 30 novembre 1910).
- 1864 :
  - Carlos Deltour, rameur et joueur de rugby à XV français. Médaillé de bronze du deux avec barreur aux Jeux de Paris 1900. († 29 mai 1920).
- 1870 :
  - John Paine, tireur américain. Champion olympique du pistolet d'ordonnance à 25 m aux Jeux d'Athènes 1896. († 2 août 1951).
- 1874 :
  - Manuel Díaz, sabreur et fleurettiste cubain. Champion olympique du sabre individuel et du fleuret par équipes aux Jeux de Saint-Louis 1904. († 20 février 1929).
- 1885 :
  - Albert Schaff, footballeur français. (1 sélection en équipe de France). († 21 avril 1968).
  - Louis Schubart, footballeur français. (3 sélections en équipe de France). († 23 novembre 1954).

### XXesièclede1901à1950
- 1905 :
  - Joachim Büchner, athlète de sprint et de haies allemand. Médaillé de bronze du 400m haies aux Jeux d'Amsterdam 19028. († 22 février 1978).
  - Erwin Keller, hockeyeur sur gazon allemand. Médaillé d'argent aux Jeux de Berlin 1936. († ? 1971).
- 1909 :
  - Matthieu André, footballeur autrichien puis français. (3 sélections avec l'équipe de France). († 17 septembre 1979).
- 1912 :
  - Julián Berrendero, cycliste sur route espagnol. Vainqueur des Tours d'Espagne1941 et 1942 puis des Tours de Catalogne 1943 et 1946. († 1er août 1995).
  - Sonja Henie, patineuse artistique puis actrice norvégienne. Championne olympique du libre dame aux Jeux de Saint-Moritz 1928, aux Jeux de lake placid 1932 et aux Garmisch-Partenkirchen 1936. Championne du monde de patinage artistique libre dames 1927, 1928, 1929, 1930, 1931, 1932, 1933, 1934, 1935 et 1936. († 12 octobre 1969).
- 1920 :
  - Harry McShane, footballeur écossais. († 7 novembre 2012).
- 1926 :
  - Ladislav Pavlovič, footballeur tchèque puis slovaque. (14 sélections avec l'Équipe de Tchécoslovaquie). († 28 janvier 2013).
- 1929 :
  - Régis Rey, sauteur à ski français. († 6 avril 2022).
- 1931 :
  - Jack Le Goff, cavalier de concours complet puis entraîneur et ensuite juge français. Médaillé de bronze par équipes aux Jeux de Rome 1960. († 24 juillet 2009).
- 1932 :
  - Francis Borelli, homme d'affaires français. Président des clubs de football du Paris Saint-Germain de 1978 à 1991 et de l'AS Cannes de 1992 à 1996. († 2 octobre 2007).
- 1940 :
  - René Donoyan, footballeur français. († 30 octobre 2021).
  - John Havlicek, basketteur américain. († 25 avril 2019).
- 1943 :
  - Eberhard Vogel, footballeur puis entraîneur est-allemand puis allemand. Médaillé de bronze aux Jeux de Tokyo 1964 et aux Jeux de Munich 1972.
- 1944 :
  - Joseph Yegba Maya, footballeur camerounais.
  - Jimmy Walker, basketteur américain. († 2 juillet 2007).
- 1946 :
  - Catfish Hunter, joueur de baseball américain. († 9 septembre 1999).
- 1950 :
  - Grzegorz Lato, footballeur polonais. Champion olympique aux Jeux de Munich 1972 et médaillé d'argent aux Jeux de Montréal 1976. Vainqueur de la Coupe des champions 1983. (95 sélections en équipe nationale).

### XXesièclede1951à2000
- 1951 :
  - Juha Piironen, copilote de rallye et de rallye-raid finlandais. Champion du monde des rallyes 1986, 1987 et 1991 puis du Rallye Dakar 1988.
- 1953 :
  - Oscar Ortiz, footballeur argentin. Champion du monde de football 1978. (23 sélections en équipe nationale).
- 1954 :
  - Gary Carter, joueur de baseball américain. († 16 février 2012).
- 1958 :
  - Maarten Ducrot, cycliste sur route néerlandais.
- 1959 :
  - Alain Bondue, cycliste sur piste et sur route français. Médaillé d'argent de la poursuite individuelle aux Jeux de Moscou 1980. Champion du monde de cyclisme sur piste de la poursuite individuelle 1981 et 1982
  - Michael Hübner, cycliste sur piste et sur route est-allemand puis allemand. Champion du monde de cyclisme sur piste de la vitesse par équipes 1995. († 12 novembre 2024).
  - Arto Javanainen, hockeyeur sur glace finlandais. († 25 janvier 2011).
- 1961 :
  - Brian McDermott, footballeur puis entraîneur anglais.
- 1963 :
  - Terry Porter, basketteur puis entraîneur américain.
- 1964 :
  - Massimo Mariotti, joueur de rink hockey puis entraîneur italien. Champion du monde A de rink hockey masculin 1986 et 1988. Champion d'Europe de rink hockey masculin 1990 et 2014. Sélectionneur de l'équipe d'Italie depuis 2004.
- 1965 :
  - Michael Jones, joueur de rugby puis entraîneur néo-zélandais et samoan. Champion du monde de rugby à XV 1987. Vainqueur des Tri-nations 1996 et 1997. (55 sélections avec l'équipe de Nouvelle-Zélande et 1 avec l'équipe de Samoa). Sélectionneur de l'équipe de Samoa de 2004 à 2007.
- 1966 :
  - Mark Blundell, pilote de F1 et de courses d'endurance anglais. Vainqueur des 24 Heures du Mans 1992.
  - Melchor Mauri, cycliste sur route espagnol. Vainqueur du Tour d'Espagne 1991.
- 1968 :
  - Patricia Girard, athlète de sprint et de haies française. Médaillée de bronze du 100 m haies aux Jeux d'Atlanta 1996. Championne du monde d'athlétisme du relais 4×100 m 2003.
- 1972 :
  - Piotr Świerczewski, footballeur polonais. Médaillé d'argent aux Jeux de Barcelone 1992. (70 sélections en équipe nationale).
- 1973 :
  - Riadh Bouazizi, footballeur tunisien. Champion d'Afrique de football 2004. (88 sélections en équipe nationale).
- 1976 :
  - Sylvain Marconnet, joueur de rugby puis consultant TV français. Vainqueur des Grands Chelems 2002 et 2004, des tournois des Six Nations 2006 et 2007. (84 sélections en équipe de France).
- 1979 :
  - Mohamed Kader, footballeur togolais. (85 sélections en équipe nationale).
- 1980 :
  - David Marrero, joueur de tennis espagnol.
- 1981 :
  - Frédérick Bousquet, nageur français. Médaillé d'argent du relais 4×100 m aux Jeux de Pékin 2008. Champion d'Europe de natation du 50 m nage libre et du relais 4×100 m 4 nages 2010 puis champion d'Europe de natation du 50 m nage libre et du relais 4×100 m nages libre 2012.
  - Servane Escoffier, navigatrice française.
- 1982 :
  - Austin Nichols, basketteur américain.
  - Jared Reiner, basketteur américain.
- 1985 :
  - Marie Marchand-Arvier, skieuse alpine française. Médaillée d'argent du super-G aux Championnats du monde de ski alpin 2009.
- 1986 :
  - Igor Akinfeïev, footballeur russe. (111 sélections en équipe nationale).
  - Félix Hernández, joueur de baseball vénézuélien.
  - Natalia Ishchenko, nageuse de synchronisée russe. Championne olympique du ballet aux Jeux de Pékin 2008, championne olympique du duo et du ballet aux Jeux de Londres 2012 puis aux Jeux de Rio 2016. Championne du monde de natation du combiné et par équipes 2005, championne du monde de natation du solo technique, du ballet technique et libre puis du combiné 2007, championne du monde de natation du solo technique et libre, du duo libre puis par équipes libre 2009, championne du monde de natation du solo technique et libre, du duo technique et libre puis par équipes libre et du combiné libre 2011 puis championne du monde de natation du solo libre, du duo technique et libre 2015. Championne d'Europe de natation du solo, par équipes et du combiné par équipes 2006, championne d'Europe de natation du solo, du duo, par équipes et du combiné 2010, championne d'Europe de natation du solo et du duo 2012 puis championne d'Europe de natation du solo, du duo et du duo technique 2016.
- 1987 :
  - Jeremy Hellickson, joueur de baseball américain.
- 1988 :
  - William Accambray, handballeur français. Champion olympique aux Jeux de Londres 2012. Champion du monde de handball 2011, 2015 et 2017. Champion d'Europe de handball 2014. (90 sélections en équipe de France).
  - Vivien Brisse, cycliste sur piste français. Champion du monde de cyclisme sur piste de la course à l'américaine 2013.
  - Corey Fisher, basketteur américain.
  - Riccardo Zoidl, cycliste sur route autrichien.
- 1989 :
  - Camille Aubert, basketteuse française.
  - Steven Gray, basketteur américain.
- 1990 :
  - Theyab Awana, footballeur émirati. (9 sélections en équipe nationale). († 25 septembre 2011).
  - Isabel Guialo, handballeuse angolaise. Championne d'Afrique des nations de handball féminin 2012 et 2016. (39 sélections en équipe nationale).
  - Tijana Krivačević, basketteuse hongroise. (51 sélections en équipe nationale).
- 1991 :
  - Magomedrasul Gazimagomedov, lutteur russe. Champion du monde de lutte libre des -70 kg 2015 et 2018. Champion d'Europe de lutte libre des -70 kg 2015
- 1992 :
  - Marcos Delía, basketteur argentin.
  - Jimmy Djimrabaye, basketteur centrafricain.
  - James Hilton McManus, joueur de badminton sud-africain. Champion d'Afrique de badminton par équipes 2013 et 2014.
  - Filipo Nakosi, joueur de rugby à XV fidjien. (1 sélection en équipe nationale).
  - Mathew Ryan, footballeur australien. (55 sélections en équipe nationale).
  - Niall Scannell, joueur de rugby à XV irlandais. (17 sélections en équipe nationale).
  - Sergueï Oustiougov, fondeur russe. Champion du monde de ski de fond de la poursuite 2×15km et du sprint au relais 2017.
- 1993 :
  - Jérémie Bela, footballeur français.
- 1994 :
  - Dario Šarić, basketteur croate.
  - Jacob Une Larsson, footballeur suédois.
- 1995 :
  - Farès Bahlouli, footballeur franco-algérien.
  - Cedi Osman, basketteur turc. (22 sélections ne équipe nationale).
- 1996 :
  - Anthony Belleau, joueur de rugby à XV français. (12 sélections en équipe de France).
- 1997 :
  - Emelda Piata Zessi, volleyeuse camerounaise. Championne d'Afrique féminin de volley-ball 2017. (3 sélections en équipe nationale).
- 1998 :
  - Ridle Baku, footballeur allemand.
  - Renan Lodi, footballeur brésilien.
  - Alasana Manneh, footballeur gambien.
- 1999 :
  - Catherine Bellis, joueuse de tennis américaine.
- 2000 :
  - Kevin Chamorro, footballeur costaricien.
  - Timothée Clément, hockeyeur sur gazon français. (22 sélections en équipe de France).

### XXIesiècle
- 2005 :
  - Hector Denayer, nageur handisport français. Médaillé d'argent du 100 m SB11 brasse aux Jeux de Paris 2024.
  - Filip Loftesnes-Bjune, footballeur norvégien.
  - Adam Murphy, footballeur irlandais.
- 2008 :
  - Sanah Camara, footballeur français.

## Décès

### XXesièclede1901à1950
- 1901 :
  - Edward Ernest Bowen, 65 ans, footballeur anglais. († 30 mars 1836).
- 1910 :
  - Georges de La Falaise, 44 ans, épéiste et sabreur français. Champion olympique du sabre individuel aux Jeux de Paris.  (° 24 mars 1866).
- 1918 :
  - Dan Doyle, 53 ans, footballeur écossais. (8 sélections en équipe nationale). (° 16 septembre 1864).
- 1936 :
  - Conrad Böcker, 64 ans, gymnaste artistique allemand. Champion olympique des barres parallèles par équipes et de la barre fixe par équipes aux Jeux d'Athènes 1896. (° 24 août 1871).
- 1943 :
  - Richard Sears, 81 ans, joueur de tennis américain. Vainqueur des US Open 1881, 1882, 1883, 1884, 1885, 1886 et 1887. (° 16 octobre 1861).
- 1950 :
  - Ernst Wide, 61 ans, athlète de demi-fond et de fond suédois. Médaillé d'argent du 3 000m par équipes aux Jeux de Stockholm 1912. (° 9 novembre 1888).

### XXesièclede1951à2000
- 1959 :
  - Russell Bowie, 78 ans, hockeyeur sur glace canadien. (° 24 août 1880).
- 1961 :
  - Hugh Lehman, 75 ans, hockeyeur sur glace canadien. (° 27 octobre 1885).
- 1976 :
  - Alberto Barberis, 93 ans, footballeur italien. (° 1er janvier 1883).
- 1978 :
  - Ford Frick, 83 ans, journaliste sportif, dirigeant de baseball américain. Président de la LNB de 1934 à 1951. Commissaire de la ligue majeur de baseball de 1951 à 1965. (° 19 décembre 1894).

### XXIesiècle
- 2001 : 
  - Nello Lauredi, 76 ans, cycliste sur route italien puis français. (° 5 octobre 1924).
- 2010 : 
  - Guillaume Cecutti, 39 ans, footballeur français. (° 20 octobre 1970).
  - Michel Turler, 65 ans, hockeyeur sur glace suisse. (° 14 mai 1944).
- 2018 : 
  - André Lerond, 87 ans, footballeur français. (31 sélections en équipe de France). (° 6 décembre 1930).
- 2019 :
  - Gaston Rousseau, 93 ans, coureur cycliste français. (° 14 juillet 1925).